# Вернер I (епископ Страсбурга)
Вернер I (фр. Werner de Habsbourg; 975/980 — 28 октября 1028, Константинополь) — римско-католический религиозный деятель, епископ Архиепархии Страсбурга (1001—1028).

## Биография
Представитель династии Габсбургов. Сын графа Ланцелина и брат Радбота, графа Габсбурга, основателя династии Габсбургов.
Человек большой культуры, в юности, возможно, посещал соборную школу в Хильдесхайме. Назначенный императором Оттоном III епископом Страсбурга, Вернер был рукоположен в 1001 или начале 1002 года.
Был близок к будущему германскому императору Генриху II, которому помог взойти на престол в 1002 г., взамен получив аббатство св. Стефана в Страсбурге в 1003 г., аббатство Шварцах (Бавария) в 1014 г. и бан в Эльзасе в 1017 г. Часто вращаясь в окружении императора, Вернер около 1020 г. воевал за него против короля Бургундии Рудольфа III.
Позже был сторонником императора Священной Римской империи Конрада II и сопровождал его на коронацию в Риме в 1027 году, затем был посланником по вопросам бракосочетания в Константинополь.
Внёс вклад в создание и строительство аббатства в Муре.